# Les Patates
Pour les articles homonymes, voir Patate.
Pour plus de détails, voir Fiche technique et Distribution.
Les Patates est un film français réalisé par Claude Autant-Lara en 1969.

## Synopsis
À Bourg-Fidèle, petit village des Ardennes (pendant la guerre), il est devenu de plus en plus difficile pour Clovis Parizel, ouvrier de fonderie, de nourrir sa famille. Un jour, il arrive à son dernier sac de patates. Sa femme, Mathilde, lui conseille d'aller voir les Guignard, parents d'un camarade de guerre prisonnier en Allemagne, pour leur apporter la lettre qu'il a reçue de leur fils et leur demander quelques patates. D'abord hésitant quant à cette idée, c'est sur une suggestion de son beau-frère, douanier, qui lui conseille de se les faire envoyer par chemin de fer, qu'il décide finalement de passer en zone libre. Sans laissez-passer, il est obligé de descendre du train en arrivant en zone libre mais ayant oublié son chapeau, il parvient à remonter dans le train, pendant que les Allemands lui tournent le dos.
Arrivé sur place, il apprend que les Guignard ne font plus de patates mais ces derniers, touchés par la gentillesse et la sensibilité de Clovis, décident de lui donner quelques kilos de hâtives, qu'il rapporte dans une valise. Seulement, il lui faut regagner la zone occupée et il décide d'y passer dans un camion, caché sous des sacs de blés, et dans lequel il fait la connaissance d'une jeune femme qui essaie de rejoindre la Belgique. Alors qu'ils se reposent dans un bois, deux gendarmes arrivent et accidentellement, Clovis laisse échapper quelques patates dans le fossé. Ces derniers les ramassent et repartent aussitôt. Mais elles seront récupérées par Clovis.
De retour chez lui, il ne tarde pas à les planter, attirant les regards de tous les habitants, notamment celui de Larobesse, qui lorgne lui aussi sur la récolte. Soucieux à l'idée qu'on puisse les lui voler, Clovis construit une grosse clôture autour de son champ en y mettant une porte et un cadenas. Mais un matin, il se rend compte que quelqu'un rôde la nuit autour des patates et que des doryphores sont en train d'envahir les récoltes. Il décide d'y mettre une serrure mais le même scénario se reproduit. Un soir, après une violente dispute avec sa femme, après avoir cassé deux chaises, il est réveillé par les cris de Maurice, le gérant du magasin, complètement ivre, qui lui dit que sa femme, Fifine, est dans son champ de patates avec un inconnu… Prenant sa pelle, Clovis se rend sur place et ne tarde pas à reconnaître son beau-frère, qui est en fait l'amant de Fifine, à moitié nu. Au même moment, les Allemands débarquent dans le village.
Ces derniers ne tardent pas à être eux aussi intéressés par les pommes de terre. Un soir qu'il monte la garde avec son père, deux jeunes officiers tentent de fracturer la porte. Clovis se jette sur eux et une violente bagarre s'ensuit. Au même moment, l'un des officiers sort une arme et tire sur le père de Clovis. Ce dernier ramène son père, dans une brouette, sous les saluts des militaires allemands et des habitants, réveillés par le coup de feu. 

## Fiche technique
- Titre original : Les Patates
- Réalisation : Claude Autant-Lara
- Assistants à la réalisation : Alain Nauroy, Claude Clément
- Scénario : Jean Aurenche, Claude Autant-Lara, d'après le roman de Jacques Vaucherot
- Dialogues : Jean Aurenche
- Décors : Max Douy, Jacques Douy
- Costumes : Jacques Cottin
- Photographie : Michel Kelber
- Son : Robert Beauchamp
- Montage : Madeleine Gug
- Maquillage : Irène Servet
- Musique : Pierre Perret ; arrangements : Jean Claudric
- Directeur de production : Bernard Artigues
- Régisseur : Chantal Larouette
- Société de production : Société Nouvelle des Établissements Gaumont
- Société de distribution : Gaumont
- Pays de production :  France
- Langue originale : français
- Format : couleur — 35 mm — son Mono
- Genre : Comédie dramatique
- Durée : 90 minutes
- Date de sortie : France, 21 novembre 1969
- Visa de contrôle cinématographique : 35892

## Distribution
- Pierre Perret : Clovis Parizel
- Henri Virlogeux : le père Parizel
- Bérengère Dautun : Mathilde Parizel
- Pascale Roberts : Fifine
- Odette Duc : la mère Parizel
- Jacques Balutin : P'tit Louis
- Rufus : Larobesse
- Bernard Lajarrige : le maire
- Lucien Hubert : le père Guignard
- Jean Luisi : un agent de police
- Pierre Collet : le paysan
- Claude Confortès : un agent de police
- Hubert de Lapparent : Bayochet
- Jeanne Allard : Paulette
- Gérard Buhr : Serge
- Marc Eyraud : Maurice
- René Havard : l'homme au cigare
- Luce Fabiole : la mère Guignard
- Christine Aurel : la voyageuse
- Gaël Delon : Henri
- Laurent Delon : Jacques
- Jean-Pierre Igoux : Ernest, le douanier
- Colette Proust : l'institutrice
- Georges Douking : le voisin de P'tit Louis
- Jacques Cottin : un chauffeur SNCF
- Aline Blome : la femme du retraité
- Raymonde Vattier : la coquette du train
- Pascal Terson  : le représentant
- Gib Grossac : Saingery
- Marinette Thibaux : la jeune fille dans le cortège
- Jerry Brouer : un Feldgendarme
- Robert Blome : le retraité

## Autour du film
- Le film a été tourné dans les Ardennes principalement dans la petite commune de Bourg-Fidèle, située entre Rocroi et Charleville-Mézières pour les extérieurs et pour les intérieurs, notamment dans le café Bauchot, et l'ancien magasin d'alimentation nommé La Coopette par les habitants du village. La maison où furent tournées les scènes de la demeure de Clovis est aujourd'hui ornée d'un panneau « Les Patates ». D'autres scènes ont toutefois dû être tournées en studio.
- Le tournage a été perturbé par les intempéries, l'été 1969 s'étant révélé particulièrement pluvieux.
- Une des scènes du film (à la Kommandantur) a été tournée sur la place Ducale de Charleville-Mézières : les habitants avaient été surpris de voir des drapeaux nazis flotter aux fenêtres de l'ancienne mairie (reconvertie pour l'occasion), d'autres à Rocroi, sur la place principale, ainsi que dans une fonderie de cette cité.
- Au début du film, il y a une vue de la Meuse, probablement filmée à Haybes, dans la direction de Fépin, puis une autre scène tournée à Fumay (on y voit un passage à niveau). Ces communes sont situées dans la vallée de la Meuse, en fait à une vingtaine de kilomètres du lieu de l'action, qui se trouve sur le plateau de Rocroi.
- Près de la maison de Clovis, un panneau indique « Sedan 40 km ». Cette ville se trouve en effet presque à cette distance puisqu'elle est à 49 km de l'endroit en question. En 1940, cette ville ardennaise a connu une bataille sanglante (la percée de Sedan) voyant l'armée allemande traverser la Meuse pour envahir la France, en  venant de Belgique.
- Ce film est assez proche, par le thème abordé, d'un autre film de Claude Autant-Lara La Traversée de Paris, datant de 1956, avec Jean Gabin, Bourvil et Louis de Funès.